# Tour CB21
Tour CB21 (von 1974 bis 2009 Tour Gan) ist der Name eines Wolkenkratzers im Hochhausviertel La Défense in Courbevoie westlich von Paris. Er hat 44 Stockwerke und ist bis zum Dach 179 Meter hoch. Rechnet man die Antenne auf dem Dach dazu, so sind es 187 Meter.
Es ist das vierthöchste Gebäude in La Défense. Im Gebäude befinden sich Büros des französischen Konzerns Suez Environnement. Früher war der Büroturm Hauptsitz der französischen Versicherungsgruppe GAN, weshalb der Wolkenkratzer zwischen 1974 und 2009 auch Tour Gan hieß.
Anlässlich des Baubeginns forderte im Frühjahr 1972 eine Protestkampagne, die Höhe des Wolkenkratzers zu senken. Die Proteste blieben aber erfolglos und das Gebäude wurde zur geplanten Höhe fertiggestellt.
Von 1995 bis 2001 wurde das Gebäude renoviert, wobei auch sämtlicher Asbest entfernt wurde.
Ein Projekt, das die Aufstockung des Wolkenkratzers auf 275 Meter und 56 Etagen vorsah, wurde 2008 aus Kostengründen aufgegeben. Das Architektenbüro Ateliers 234 war mit dem Projekt beauftragt worden.
Der Büroturm ist mit der Métrostation Esplanade de la Défense und dem Bahnhof La Défense an den öffentlichen Nahverkehr im Großraum Paris angebunden.

## Galerie

Tour CB21 im August 2013